# Limba indoneziană
Indoneziana, (în indoneziană: Bahasa Indonesia), este limba oficială a Indoneziei, definită în mod oficial odată cu declarația de independență a Indoneziei în 1945. 
S-a format pe baza limbii malaieze moderne, dezvoltată dintr-o formă simplificată (Bazar Malay), utilizată în relațiile dintre indigeni și europeni. Este a 9-a între limbile lumii, cu 145 milioane de vorbitori. Are influențe din limba olandeză și limba engleză. Dispunând de terminologii moderne, are toate atributele unei limbi moderne de cultură. Fiind o limbă nouă, are o pronunție și o structură gramaticală deosebit de simple.
Deși indoneziana este, într-un anume sens, o continuatoare a limbii malaieze clasice, limba indoneziană actuală este rezultatul evoluției și formării rapide a limbii malaeze, îmbogățită pe seama multor limbi și dialecte autohtone. La 28 octombrie 1928, cu prilejul unui Congres al tineretului, care s-a ținut la Jakarta, s-a folosit, pentru prima oară, termenul de limba indoneziană - Bahasa Indonesia - "limba indoneziană modernă" - care a devenit, cu timpul, simbolul unității naționale.